# Cheiracanthium indicum
Cheiracanthium indicum är en spindelart som beskrevs av O. Pickard-Cambridge 1874. Cheiracanthium indicum ingår i släktet Cheiracanthium och familjen sporrspindlar. Inga underarter finns listade i Catalogue of Life.